# Vicepresidente dell'Afghanistan
Il Vicepresidente dell'Afghanistan è de jure il vicecapo di stato e di governo dell'Afghanistan. La carica di vicepresidente, come la Costituzione afghana, è de facto sospesa.

## Funzioni e poteri
Il vicepresidente afghano svolge le funzioni dei lavori presidenziali, sostituisce in tempi di assenza del capo di stato e del governo, il Presidente dell'Afghanistan, ha dei rapporti con il parlamento afghano. La durata del mandato è in coincidenza con quella del presidente. Per la costituzione afgana è prevista al massimo tre vicepresidente con dei titoli: Primo Vicepresidente dell'Afghanistan, Secondo Vicepresidente dell'Afghanistan e Terzo Vicepresidente dell'Afghanistan.
Secondo la Costituzione afghana, quando il presidente è assente o vacante, come successo nell'agosto del 2021 che l'allora presidente Ashraf Ghani lasciò il paese durante il ritorno dei talebani e venne sostituito da Saleh, passando da vicepresidente a presidente ad interim fino a nuove elezioni o alla ripresa del controllo del paese.

## Lista
| Nominativo          | Durata del mandato                            |
| ------------------- | --------------------------------------------- |
| Hedayat Amin Arsala | 19 giugno 2002 - 7 dicembre 2004              |
| Mohammed Fahim      | 19 giugno 2002 - 7 dicembre 2004              |
| Nematullah Shahrani | 19 giugno 2002 - 7 dicembre 2004              |
| Karim Khalili       | 19 giugno 2002 - 7 dicembre 2004              |
| Abdul Qadir         | 19 giugno 2002 - 6 luglio 2002                |
| Ahmad Zia Massoud   | 7 dicembre 2004 - 19 novembre 2009            |
| Karim Khalili       | 7 dicembre 2004 - 29 settembre 2014           |
| Mohammed Fahim      | 19 novembre 2009 - 9 marzo 2014               |
| Yunus Qanuni        | 11 marzo 2014 - 29 settembre 2014             |
| Abdul Rashid Dostum | 29 settembre 2014 - 19 febbraio 2020          |
| Sarwar Danish       | 29 settembre 2014 - 15 agosto 2021 (de facto) |
| Amrullah Saleh      | 19 febbraio 2020 - 15 agosto 2021 (de facto)  |